# Юрчич, Крунослав
Кру́нослав Ю́рчич (хорв. Krunoslav Jurčić; род. 26 ноября 1969, Любушки) — хорватский футболист, полузащитник, после завершения карьеры — футбольный тренер.

## Клубная карьера
Профессиональную карьеру начал в 1988 году в загребском «Динамо». Затем выступал за «Интер» (Запрешич) и «Пулу». В 1995 году перешёл в бельгийский «Беверен», но через сезон вернулся в Хорватию и защищал цвета «Кроации». В 1998 году вместе с клубом выступал в групповом турнире Лиги чемпионов. С 1999 по 2001 годы выступал за итальянские «Торино» и «Сампдорию». С 2002 по 2004 год играл за «Славен» (Белупо), в котором и завершил игровую карьеру.

## Карьера в сборной
Сыграл 21 матч за сборную Хорватии, в том числе три матча на чемпионате мира 1998 года, где стал бронзовым призёром первенства мира.

## Тренерская карьера
В 2005 году начал карьеру тренера, возглавив «Пулу». С 2007 по 2008 год являлся главным тренером клуба «Славен» (Белупо). В 2009 году возглавил загребское «Динамо». 7 декабря 2011 года после домашнего поражения от французского «Лиона» 1:7 был отправлен в отставку.